# Peć
Peć je četrto najbolj naseljeno mesto na Kosovu in sedež občine Peć in okrožja Peć. Je v regiji Rugova na vzhodnem delu Prokletij ob Pećki Bistrici (albansko Lumbardhi i Pejës) v zahodnem delu Kosova.
V srednjem veku je bilo mesto pod bizantinsko, bolgarsko in srbsko oblastjo. Po vključitvi v srbsko ozemlje je leta 1346 postalo sedež srbske pravoslavne cerkve. Pećka patriarhija je na Unescovem seznamu svetovne dediščine kot del srednjeveških spomenikov na Kosovu. Pod osmansko oblastjo je mesto postalo središče okrožja z mošejami in civilno arhitekturo. Od konca 19. stoletja do danes je mesto prizorišče nacionalističnih teženj in zahtev tako etničnih Albancev kot Srbov, kar pogosto povzroča napete medetnične odnose in konflikte.
Po popisu prebivalstva iz leta 2011 ima mesto Peć 48.962 prebivalcev, občina pa 96.450 prebivalcev. Občina pokriva površino 602 km2, vključno z mestom Peć in 95 vasmi; razdeljena je na 28 teritorialnih skupnosti.

## Etimologija
Etimologija imena mesta izhaja iz južnoslovanske besede za jamo, Pećina. Povezava se nanaša na bližnje jame, ki so bile blizu mesta. V času osmanske vladavine je bilo znano kot osmansko turško İpek (ايپك). Albansko ime je dokončna oblika Peja, nedoločena pa Pejë. Srbsko ime mesta je Peć. Druga imena mesta vključujejo latinsko Pescium in grško Episkion (Επισκιον), kar pomeni 'škofovsko mesto'. Znano je bilo tudi kot Siparant.

## Zgodovina

### Zgodnji razvoj
Mesto stoji na strateškem položaju ob Pećki Bistrici, pritoku Belega Drima vzhodno od Prokletij. Srednjeveško mesto je bilo verjetno zgrajeno na ruševinah Siparanta, rimskega municipija (mesta ali kraja). Na tem območju je največ izkopanih stel na celotnem Kosovu.
Po slovanskih naseljih v 6. stoletju sta se Bizantinsko cesarstvo in Prvo bolgarsko cesarstvo borila za nadzor nad območjem, dokler ni končno padlo pod popolno srbsko oblast. Med letoma 1180 in 1190 je srbski veliki knez Štefan Nemanja priključil Peć z okoliško župo (okrožjem) Hvosno Bizantinskemu cesarstvu in s tem vzpostavil srbsko oblast nad mestom Peć za naslednjih 300 let. Leta 1220 je srbski kralj Štefan Prvokronani podaril Peć in več okoliških vasi svojemu novo ustanovljenemu samostanu Žiča. Ker je bila Žiča sedež srbskega nadškofa, je Peć prišla pod neposredno oblast srbskih nadškofov in kasneje patriarhov, ki so v mestu zgradili svoje rezidence in številne cerkve, začenši s cerkvijo svetih apostolov, ki jo je zgradil nadškof sveti Arsenije I. Sremac. Potem ko so Kumani v 1290-ih požgali samostan Žiča, je bil sedež srbskega nadškofa prenesen na varnejšo lokacijo, v Pećko patriarhijo. Mesto je postalo pomembno versko središče srednjeveške Srbije pod srbskim cesarjem Stefanom Dušanom, ki ga je leta 1346 razglasil za sedež srbske pravoslavne cerkve. Ostalo je sedež srbske pravoslavne cerkve do ukinitve srbskega patriarhata v Peći leta 1766.

#### Osmansko cesarstvo
Mesto je prešlo pod osmansko oblast po zavzetju leta 1455. V turščini je bilo mesto znano kot İpek. Mesto je postalo središče sandžaka Ipek, ki ga je kot prvi sandžakbeg (lokalni vladar) upravljal Albanec Mahmud Paša Dukagjini. Sandžak Dukagjin je imel štiri kaze: Peć, Gjakovica, Gusinje in Berane.
V 15. in 16. stoletju so pravoslavni Albanci predstavljali večino prebivalstva regije, medtem ko so južni Slovani predstavljali manjšino. Slovani so prišli v času srbske vladavine na Kosovo skozi srednji vek iz regij severno od Kosova ali kot sloj vladajočega razreda. V osmanskih defterjih tistega časa je obstajala oznaka za nove priseljence v regijo; v regiji Peć in Suhogërla so bili novi priseljenci prisotni v približno tretjini vasi, njihova antroponomija pa kaže, da so imeli le 4 od teh 180 novih priseljencev albanska imena, medtem ko so imeli ostali značilno slovanska imena. To kaže, da je do prihoda slovanskega elementa na severovzhod Skadrskega sandžaka prišlo v 15. in 16. stoletju, odsotnost tega trenda v preostalem delu Skadrskega sandžaka pa kaže, da so ti slovanski prebivalci prihajali iz slovansko naseljenih območij zunaj same Peći.
Leta 1582 so osmanski katastrski zapisi pokazali, da je bilo 23 vasi v nahiji Ipek naseljenih z albansko večino zaradi prevlade albanske antroponomije med njenimi prebivalci; 85 vasi je imelo mešano albansko-slovansko antroponomijo, preostale pa so vsebovale skoraj izključno slovansko antroponomijo.
Vasi z določeno večino albanskega prebivalstva so bile Osak (Usak), Kramor, Ljepovač, Trakagjin, Strelec, Romaniça, Sredna Çirna Goi, Nivokas, Temshenica, Trepova pole, Novasel, Dobri Lipari, Boshanica, Brestovac, Bač (Beč), Tokina pole, Novasel (še en Novasel), Dujak, Dobroši i Madh, Vraniq, Mrač ali Çirna Potok, Dolina Çirna Goi in Preloniça. Dokumentacija Albancev v Peći konec 15. stoletja, kar sovpada z začetkom osmanske oblasti na Kosovu, predpostavlja, da so bili Albanci iz Peći zgodnji prebivalci regije.
Do defterja iz leta 1582 je bilo mesto precej islamizirano. Obstaja več primerov, kjer imajo muslimanski prebivalci mešanico islamske in albanske antroponomije (kot je na primer razširjena družina Deda: Rizvan Deda, Haxhi Deda, Ali Deda). Muslimanske soseske vključujejo Xhamia Sherif, Sinan Vojvoda, Piri bej, Ahmed Bej, Hysein, Hasan Çelebi, Mustafa bej, Mahmud Kadi, Orman, Kapishniça, Mesxhidi Haxhi Mahmud, Bali bej in Çeribash. Krščanske soseske so bile Gjura Papuxhi, Nikolla (zapuščena), Nikolla Vukman (zapuščena), Andrija (zapuščen) in Olivir. Prebivalci obeh krščanskih sosesk, Olivir in Gjura Papuxhi, so imeli mešanico značilno albanske in slovanske/pravoslavne antroponomije.
Leta 1560 je Albanec Pjeter Bogdani, morda prednik samega nadškofa Pjeterja Bogdanija, sprožil upor proti Osmanskemu cesarstvu na območju Peći. O uporu ni veliko znanega, razen tega, da je Bogdani oropal karavano, ubil nekaj trgovcev in bil kasneje ujet in usmrčen.
V tem obdobju je imelo mesto Peć večinsko muslimansko prebivalstvo, osmanski davčni register iz leta 1582 navaja 158 gospodinjstev, od katerih je bilo le 15 krščanskih. Evlija Čelebi je v 1660-ih potoval po Kosovu in zapisal, da mesto in gore ležijo v Albaniji. Po poročilu Pjetra Bogdanija iz leta 1681 je imelo mesto večinoma 1000 muslimanskih albanskih gospodinjstev in 100 krščanskih srbskih gospodinjstev.
Leta 1835 je albansko prebivalstvo, ki so ga podpirali drugi albanski uporniki iz Skadra, prevzelo mesto od Osmanov.
V mestu je imela sedež albanska nacionalistična organizacija Pećka liga, ustanovljena leta 1899. Organizacija, ki jo je vodil Hadži Zeka, je prevzela značaj prejšnje Prizrenske lige, da bi branila pravice osmanskih Albancev in si prizadevala za avtonomni status znotraj cesarstva. Po oboroženem spopadu z osmanskim vojsko leta 1900 je organizacija prenehala delovati.

### Sodobno obdobje
Osmanska oblast se je končala v prvi balkanski vojni 1912–13, ko je Črna gora 28. oktobra 1912 prevzela nadzor nad mestom. Med prvo svetovno vojno je mesto 8. januarja 1916 zavzela Avstro-Ogrska. Peć so 13. oktobra 1918 zavzele srbske sile pod poveljstvom Koste Pećanca in s seboj vzele približno 2000 avstro-ogrskih vojnih ujetnikov. Po prvi svetovni vojni je mesto postalo del Jugoslavije (sprva uradno imenovane Kraljevina Srbov, Hrvatov in Slovencev). Med letoma 1931 in 1941 je bilo mesto del Zetske banovine.
Med drugo svetovno vojno je Peć okupirala italijanska marionetna država Albanija. Po kapitulaciji Italije v zadnjih mesecih leta 1943 so albanske paravojaške enote v Peći in njeni okolici pobile več sto Srbov. Po vojni je Peć ponovno postala del Jugoslavije kot del Avtonomne regije Kosovo in Metohija (1945–1963), avtonomne enote znotraj Socialistične republike Srbije.
Odnosi med Srbi in Albanci, ki so bili večinsko prebivalstvo, so bili v 20. stoletju pogosto napeti. Vrhunec so dosegli v vojni na Kosovu leta 1999, med katero je mesto utrpelo veliko škodo in množične poboje. V Peći se je zgodil pokol v Panda Baru, storilci pokola pa so ostali neznani, dokler srbska vlada ni priznala, da je bil pokol tajna operacija srbskih obveščevalcev, čeprav so tiskovne agencije lažno poročale, da ga je zagrešila OVK. Več kot 80 odstotkov od skupno 5280 hiš v mestu je bilo močno poškodovanih (1590) ali uničenih (2774). Nadaljnjo škodo je mesto utrpelo v nasilnih medetničnih nemirih leta 2004.

## Geografija
Peć je v zahodnem Kosovu v bližini kanjona ali soteske Rugova. Rugova je gorata regija, do katere se vstopa skozi severozahodni del mesta Peć. Je tretja regija Prokletij. Leta 2013 je postala narodni park. Rugova je znana po svojem naravnem okolju in dostopu do gora. Mesto je približno 85 km zahodno od Prištine, 250 km severno od Tirane v Albaniji, 150 km severozahodno od Skopja v Severni Makedoniji in približno 180 km vzhodno od Podgorice v Črni gori.

### Hidrologija
Regija Peć je bogata z vodnimi viri. Reki Beli Drim in Pećka Bistrica tečeta skozi občino Peć.

## Podnebje
Peć ima oceansko podnebje (Cfb) po Köppnovi podnebni klasifikaciji s povprečno letno temperaturo 9,0 °C. Najtoplejši mesec v Peći je avgust s povprečno temperaturo 19,7 °C, najhladnejši mesec pa januar s povprečno temperaturo -1,9 °C.

## Turizem
Peć hitro razvija pomembno turistično infrastrukturo. Informacije o Poti kulturnih spomenikov najdete v turistični informacijski pisarni, pa tudi zemljevide in znamenitosti v kanjonu Rugova in okoliških gorah.
Smučanje je na voljo v bližnjem smučarskem centru Bogë. Ena najbolj vznemirljivih novih znamenitosti je pot Vrh Balkana. Pot poteka skozi 3 države z razgledi na gore in jo lahko spremljajo lokalni vodniki in turistične agencije. Banja v Peći je naselje v občini Istog na Kosovu. Mnogim je znano pod imenom Ilixhe. Je turistično-zdravstveni center s storitvami v Istogu in regiji, visoko razvito infrastrukturo in vsemi storitvami, potrebnimi za zdravo življenje. Mesto je doživelo razcvet turizma z novim zip–line in dvema feratama, zgrajenima med letoma 2013 in 2016. V mestu deluje več turističnih agencij, med katerimi je glavna Balkan Natural Adventure s celotno paleto storitev.
V neposredni bližini mesta Peć ležita slap Beli Drim in jama Bukurošja e Fjetur. Oba sta v Prokletijah in sta naravni turistični znamenitosti.

## Arhitektura
Arhitektura v Peći kaže različne arhitekturne sloge, od srednjeveške srbske, osmanske, jugoslovanske in sodobne arhitekture. Zaradi tega je veliko cerkva, mošej in stavb, ki so znamenitosti mesta in so bile zgrajene pod zgoraj omenjenimi vplivi.
Med pomembne arhitekturne značilnosti Peći spadajo:
- Dom Tahir-bega, ki izvira iz 18. stoletja, je spomenik kulturne dediščine v Peći na Kosovu. Etnografski muzej v Peći je trenutno v dvorcu Tahir-bega.[23]
- Mošeja Bajrakli, mošeja, zgrajena v osmanskem obdobju, na tržnici v Peći. Med drugo svetovno vojno je bila uničena in nato obnovljena.
- Hamam v Peći, kopališče iz osmanskega obdobja
- Bazar v Peći, tržnica iz osmanskega obdobja v središču mesta. Med drugo svetovno vojno in vojno na Kosovu je bila uničena. V celoti je bila obnovljena.